# 이스모일소모니봉
이스모일소모니봉(타지크어: Қуллаи Исмоили Сомонӣ, 러시아어: Пик Исмоила Сомони)은 타지키스탄에서 제일 높은 산으로 높이는 7,495m이다. 옛 소련의 최고봉이었으며 타지키스탄 고르노바다흐샨 자치주의 북서부에 위치한다. 사만 왕조의 아미르인 이스마일 사마니의 이름에서 왔다.
1928년 파미르고원에 레닌봉보다 높은 산이 있다는 게 처음 알려졌을 때는 가르모봉과 같은 산이라 생각되었다. 소련의 추가 탐사 결과 서로 다른 산임이 알려졌고, 1933년 이오시프 스탈린의 이름을 따서 스탈린봉(пик Сталина)라 이름 붙였다. 1962년 스탈린 격하 운동의 일환에 따라 콤무니즘봉(러시아어: Пики Коммунизм, 러시아어: Пик Коммунизма, 공산주의 봉)으로 이름을 바꾸었고, 1998년 다시 현재의 이름으로 바꾸었다.

## 같이 보기
- 레닌봉
- 코르제넵스카야봉